# Scream for Me Brazil
Scream for Me Brazil è un album dal vivo del cantante britannico Bruce Dickinson, pubblicato nel 1999 dalla Air Raid Records.

## Descrizione
È stato registrato a San Paolo, in Brasile, nel 1998.
L'album è stato pubblicato quando il cantante e Adrian Smith avevano già concretizzato il loro ritorno negli Iron Maiden ed è stato visto come la degna conclusione della carriera solista di Dickinson. La prima parte del concerto è composta interamente da brani provenienti dall'album The Chemical Wedding, poi arriva il turno dell'immancabile Tears of the Dragon (arricchita di un nuovo potente assolo di Smith) che dà il via al remake di classici di Dickinson. Non è presente nell'album alcun brano proveniente da Skunkworks (l'episodio meno fortunato della carriera solista di Dickinson) e da Tattooed Millionaire.
L'album ha ricevuto buone recensioni ed ha riscontrato buone vendite, tuttavia non sono mancate critiche innocenti sulla mancanza di alcuni brani e sulla possibilità non sfruttata di pubblicare un doppio CD: è noto da alcuni live bootleg del periodo, il più reperibile dei quali è The King in Crimson Comes registrato a Parigi, che il set-list completo per il "Chemical Weeding Tour" prevedeva dopo Darkside of Aquarius alcune cover degli Iron Maiden quali Powerslave, 2 Minutes to Midnight e Flight to Icarus nonché il brano Tattooed Millionaire. Nessuno di questi ha, ovviamente, trovato spazio nel formato CD singolo e per lo stesso motivo non troviamo il brano Jerusalem, registrato anch'esso al concerto di San Paolo ma che Dickinson ha inserito nel suo "Best Of" pubblicato due anni dopo.

## Tracce
1. Trumpets of Jericho – 6:25
2. King in Crimson – 4:56
3. Chemical Wedding – 4:33
4. Gates of Urizen – 4:21
5. Killing Floor – 4:12
6. Book of Thel – 8:26
7. Tears of The Dragon – 8:07
8. Laughing In The Hiding Bush – 4:01
9. Accident of Birth – 4:19
10. The Tower – 7:42
11. Darkside of Aquarius – 7:32
12. The Road to Hell – 4:58

## Formazione
- Bruce Dickinson - voce
- Adrian Smith - chitarra
- Roy Z - chitarra
- Eddie Cassillas - basso
- Dave Ingraham - batteria